# Prionolabis schmidi
Prionolabis schmidi är en tvåvingeart som beskrevs av Jaroslav Stary 2006. Prionolabis schmidi ingår i släktet Prionolabis och familjen småharkrankar. Inga underarter finns listade i Catalogue of Life.